# 선베이 신구

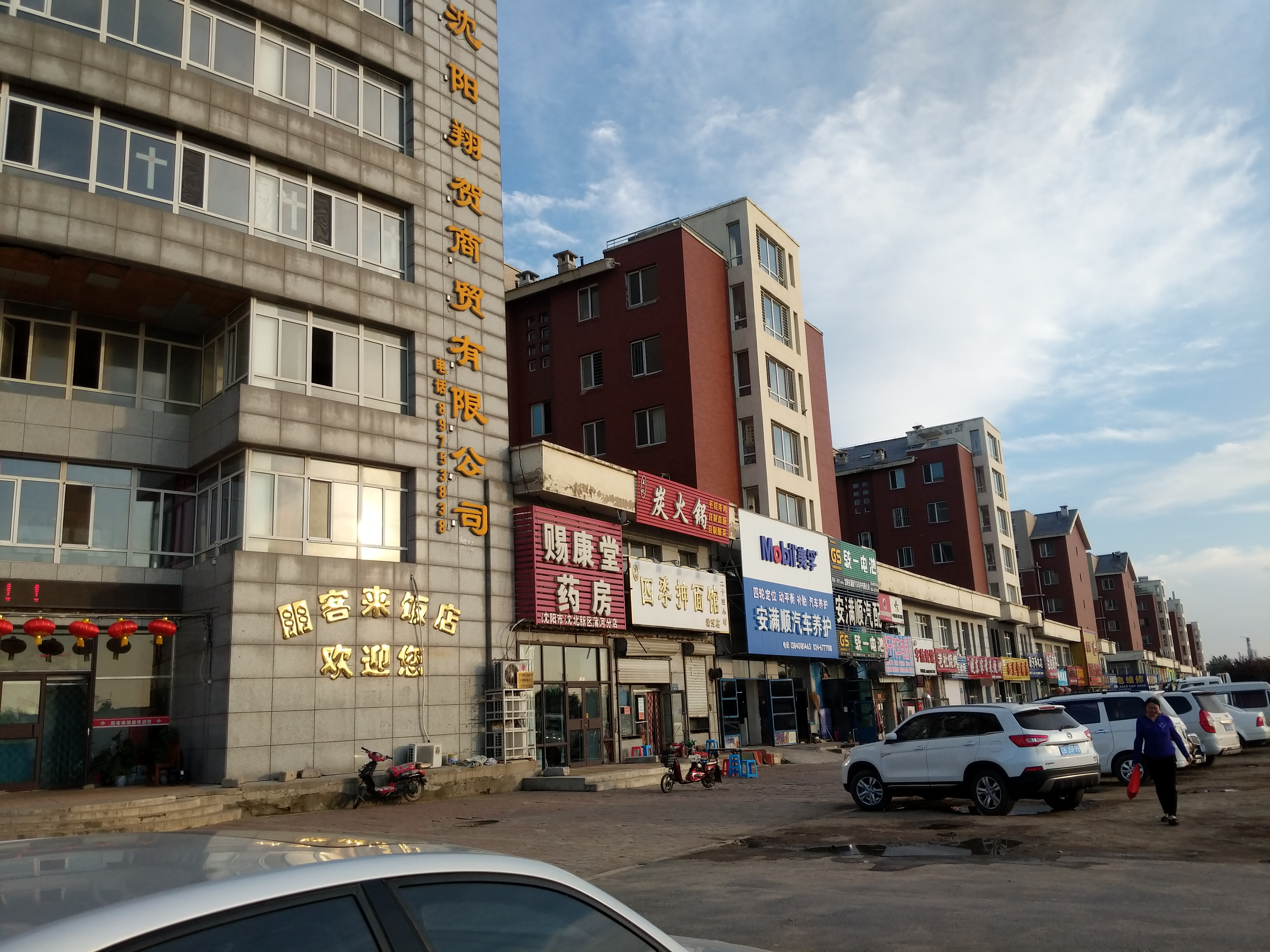

선베이 신구(한국어: 심북신구, 중국어: 沈北新区, 병음: Shěnběi Xīn Qū)는 중화인민공화국 랴오닝성 선양시의 행정구역이다. 넓이는 852km2이고, 인구는 2007년 기준으로 290,000명이다.

## 행정 구역
2개 가도, 5개 진, 1개 민족진, 3개 향, 2개 민족향을 관할한다.
- 가도辦事處: 新城子街道, 清水台街道.
- 진: 道義鎮, 虎石台鎮, 清水台鎮, 蒲河鎮, 財落鎮.
- 민족진: 興隆台錫伯族鎮.
- 향: 尹家鄉, 新城子鄉, 馬剛鄉.
- 민족향: 黃家錫伯族鄉, 石佛寺朝鮮族錫伯族鄉.